# 409 Aspasia
409 Aspasia è un asteroide della fascia principale del diametro medio di circa 161,61 km. Scoperto nel 1895, presenta un'orbita caratterizzata da un semiasse maggiore pari a 2,5767171 UA e da un'eccentricità di 0,0705999, inclinata di 11,24391° rispetto all'eclittica.
Il suo nome è dedicato ad Aspasia di Mileto, consorte di Pericle.